# Restriction (biologie)
Pour les articles homonymes, voir Restriction.
La résistance de certaines bactéries face à l'agression de bactériophages a été appelée restriction en virologie. C'est la restriction à la règle de sensibilité des bactéries aux phages.
Cette résistance s'explique par la sécrétion d'enzymes dites « enzymes de restriction », qui découpent, dès son entrée dans la cellule, l'ADN du virus qui tente d'infecter la bactérie.
La compréhension des mécanismes de restriction est essentielle au développement de médicaments bactériophagiques.
En jargon de biologie moléculaire, la restriction désigne la coupure faite sur un brin d'ADN par une enzyme de restriction.